# 271763 Hebrewu
271763 Hebrewu este un asteroid din centura principală de asteroizi.

## Descriere
271763 Hebrewu este un asteroid din centura principală de asteroizi. A fost descoperit pe 17 septembrie 2004 la Vail-Jarnac de Tom Glinos și David H. Levy. Asteroidul prezintă o orbită caracterizată de o semiaxă mare de 2,87 ua, o excentricitate de 0,25 și o înclinație de 13,4° în raport cu ecliptica.